# Selenops florenciae
Espèce
Selenops florenciae est une espèce d'araignées aranéomorphes de la famille des Selenopidae.

## Distribution
Cette espèce est endémique du Kwanza-Nord en Angola,. Elle se rencontre vers N'Dalantando.

## Description
La femelle holotype mesure 8,53 mm.

## Étymologie
Cette espèce est nommée en l'honneur de María Florencia Argañarás.

## Publication originale
- Corronca, 2002 : A taxonomic revision of the afrotropical species of Selenops Latreille, 1819 (Araneae, Selenopidae). Zootaxa, no 107, p. 1-35.